# Abe (film)
Pour les articles homonymes, voir Abe.
Pour plus de détails, voir Fiche technique et Distribution.
Abe est un film brésilien et américain de 2019 réalisé par Fernando Grostein Andrade.

## Synopsis
Abe est un garçon de 12 ans habitant à Brooklyn. Sa mère Rebecca est juive d'origine israélienne, son père Amir est musulman d'origine palestinienne, et entre ses quatre grands-parents, les discussions sont vives. Abe s'appelle Abraham, ou Ibrahim, mais il préfère qu'on l'appelle Abe. Ses grands-parents maternels souhaitent qu'il fasse sa bar-mitzvah, ses grands-parents paternels voudraient qu'il fasse le Ramadan.  Il s'est découvert une grande passion pour la nourriture et la cuisine. La diversité culinaire de Brooklyn le fascine, et il rêve de cuisine fusion. Sur Instagram, il relate ses innovations plus ou moins couronnées de succès. Il rencontre Chico, un chef afro-brésilien. D'abord réticent, il finit par se laisser convaincre par la passion et le potentiel du jeune garçon et accepte de le former. 
Ses parents ont inscrit Abe à un camp de vacances culinaire, mais ce dernier préfère nettement aller rejoindre Chico dans sa cuisine. Il s'y voit d'abord confier des tâches ingrates, plonge ou poubelles, avant de pouvoir s'initier aux techniques culinaires. Lorsque ses parents réalisent comment Abe passe son été, ils sont furieux, et Abe doit arrêter de se rendre chez Chico. 
Abe poursuit ses expérimentations culinaires. Quelques mois après, il invite ses parents et ses grands-parents à un dîner de Thanksgiving qu'il a préparé, sous le signe de la cuisine fusion. Mais autour de la table, la conversation tourne au vinaigre, et Abe, dégoûté, s'enfuit. Chico le retrouvera endormi dans sa cuisine.  
Très inquiets de la disparition d'Abe, parents et grands-parents finissent par se réconcilier en dégustant les plats qu'il a confectionnés. Ils reconnaissent qu'il a une vraie vocation, et l'été suivant, Abe est autorisé à travailler avec Chico.

## Fiche technique
- Titre original : Abe
- Titre français : Abe
- Réalisation : Fernando Grosstein Andrade
- Scénario : Fernando Grosstein Andrade, Lameece Issaq, Jacob Kader, Christopher Vogler
- Musique : Gui Amabis
- Photographie : Blasco Giurato
- Montage : Claudia Castello, Suzanne Spangler, Bruno Lasevicius
- Production : Caio Gullane, Fabiano Gullane
- Sociétés de production : Spray Filmes, Gullane

## Distribution
- Noah Schnapp : Abe
- Seu Jorge : Chico
- Dagmara Dominczyk : Rebecca
- Arian Moayed : Amir
- Mark Margolis : Benjamin
- Tom Mardorisian : Salim
- Salem Murphy : Aida
- Daniel Oreskes : Ari

## Distinctions
Source : IMDb
- 2019 - Festival du film de Zlin
  - Nomination Meilleur long métrage jeunesse

- 2019 - Festival du film juif de Washington
  - Meilleur scénario